# ووزڭان
ووزڭان هي قرية أمازيغية جبلية مغربية شمال المملكة. تنتمي ووزڭان لإقليم شفشاون. تضم هذه القرية 16.075 نسمة (إحصاء 2004).